# Puxa
Puxa (em védico: पूषन्,; romaniz.: Pūṣan), no hinduísmo, é um dos aditias, ou seja, os filhos de Aditi. Aparece no Rigueveda como o senhor de todas as coisas, guardião de tudo. Tem cabelo trançado e barba e carrega uma lança dourada, um furador ou um aguilhão.